# Alstroemeria punctata
Alstroemeria punctata este o specie de plante monocotiledonate din genul Alstroemeria, familia Alstroemeriaceae, descrisă de Pierfelice Ravenna. Conform Catalogue of Life specia Alstroemeria punctata nu are subspecii cunoscute.